# Hockey Bassano 2014-2015
Questa voce raccoglie le informazioni riguardanti l'Hockey Bassano nelle competizioni ufficiali della stagione 2014-2015.

## Maglie e sponsor
Lo sponsor ufficiale per la stagione 2014-2015 è la SIND.
| 1ª divisa | 2ª divisa |

## Organico

### Giocatori
| N° | Naz.                 | Ruolo | Sportivo           |  |  |  |
| -- | -------------------- | ----- | ------------------ |  |  |  |
| 3  | Italia (bandiera)    | D     | Andrea Bolcato     |  |  |  |
| 7  | Italia (bandiera)    | D     | Giovanni Zen       |  |  |  |
| 8  | Spagna (bandiera)    | A     | Pablo Aguarón      |  |  |  |
| 9  | Italia (bandiera)    | A     | Andrea Marangoni   |  |  |  |
| 17 | Italia (bandiera)    | D     | Stefano Campagnolo |  |  |  |
| 18 | Italia (bandiera)    | P     | Mauro Dal Monte    |  |  |  |
| 25 | Italia (bandiera)    | P     | Francesco Maso     |  |  |  |
| 37 | Spagna (bandiera)    | A     | Álvaro Giménez     |  |  |  |
| 58 | Italia (bandiera)    | A     | Andrea Scuccato    |  |  |  |
| 84 | Argentina (bandiera) | A     | Emanuel García     |  |  |  |

### Staff
- Allenatore:  Massimo Belligio